# Minerali (nutrijenti)
Minerali nutrijenti ili mineralne hranjive tvari su kemijski elementi potrebni živim organizmima. U njih ne pripadaju osnovna četiri elementa: (ugljik, vodik, dušik i kisik).
Najvažniji minerali nutrijenti su: kalcij, magnezij, kalij, natrij, cink i jod. Većina minerala, koji ulaze u prehranu organizama sastoje se od jednostavnih kemijskih elemenata. Veće nakupine minerala moraju biti raspložive za apsorpciju. Znanstvenici su tek nedavno počeli cijeniti veličinu i ulogu koju mikroorganizmi imaju u globalnom kruženju tvari i formiranju bioloških minerala. Biljke apsorbiraju otopljene minerale u tlu, a biljojedi konzumacijom biljne hrane, dobivaju potrebne minerale i tako se organizmi u hranidbenom lancu snabdijevaju potrebnim mineralima. Geofagi razlaganjem tla mogu doći do potrebnih minerala. 
Oko 16 kemijskih elemenata potrebno je za biokemijske procese u čovjeku te za strukturne i funkcionalne uloge. Sisavci sveukupno koriste oko 26 minerala nutrijenata.
Većina poznatih i predložnih prehrambenih elemenata relativno su niske atomske težine, te su prilično česti na kopnu ili u oceanu (npr. jod i natrij).
Preporučena dnevna količina minerala nutrijenata ili RDA (eng. "Recommended Dietary Allowance") smjernica je koja preporučuje određeni dnevni unos hranjivih tvari, koji se smatra dovoljnim za zadovoljavanje potreba gotovo svih (97-98%) zdravih osoba u svim starosnim skupinama oba spola.

## Popis minerala nutrijenata
- bor (B)
- natrij (Na)
- kalij (K)
- kalcij (Ca)
- kobalt (Co); kobalamin (B12)
- magnezij (Mg)
- nikal (Ni)
- klor (Cl)
- kositar (Sn)
- fosfor (P)
- željezo (Fe)
- bakar (Cu)
- cink (Zn)
- krom (Cr)
- mangan (Mn)
- selen (Se)
- silicij (Si)
- sumpor (S) (metionin)
- molibden (Mo)
- jod (I)
- fluor (F)
- vanadij (V)